# Bulbophyllum ricaldonei
Bulbophyllum ricaldonei là một loài phong lan thuộc chi Bulbophyllum.